# 후지모토 타로키자에몬노쇼토키노리
후지모토 타로키자에몬노쇼토키노리(藤本 太郎喜左衛門将時能)는 일본의 기업인으로, "일본 긴 이름을 가진 인물"으로 알려져, 후지모토 공무점의 사장이다.